# Centre d'Estudis Olímpics i de l'Esport
El Centre d'Estudis Olímpics i de l'Esport (CEO-UAB), és un centre de recerca universitària promogut l'any 1989 per la Universitat Autònoma de Barcelona i participat per la Generalitat de Catalunya, la Diputació de Barcelona, l'Ajuntament de Barcelona i el Comitè Olímpic Espanyol. El centre fou fundat pel catedràtic emèrit Miquel de Moragas i Spà i inaugurat per l'antic president del COI, Joan Antoni Samaranch. Des de l'any 1995, manté un acord de col·laboració amb el Comitè Olímpic Internacional a través de la Càtedra Internacional d'Olimpisme (CIO-UAB). El 2017 el director del CEO-UAB és Emilio Fernández Peña.
El Centre es dedica a la recerca científica i formació universitària, i a la documentació i divulgació sobre el fenomen olímpic i esportiu, i els Jocs de Barcelona’92 en particular. Des de la seva creació, disposa d'un servei de documentació que gestiona una col·lecció de més de 5.000 monografies, 77 revistes actives, 725 vídeos, cartells, fotografies i 25 cd-roms sobre els Jocs Olímpics de Barcelona’92, el Moviment Olímpic i els Jocs Olímpics en general, així com el fenomen esportiu des de la perspectiva de les ciències socials. Ofereix un servei de referència, préstec, consulta a sala i ofereix estades de recerca a investigadors.
Cobi, la mascota de los Jocs Olímpics de Barcelon92, ha estat la primera mascota olímpica convertida en una versió acadèmica. Amb l'autorització del COI, s'ha convertit en el símbol del Centre d'Estudis Olímpics i de l'Esport de la UAB.